# Хуан Карлос Мартін Коррал
Хуан Карлос Мартін Коррал (ісп. Juan Carlos Martín Corral; нар. 20 січня 1988, Гвадалахара) — іспанський футболіст, воротар клубу «Жирона».
Виступав, зокрема, за клуби «Райо Вальєкано», «Ельче» та «Луго».

## Ігрова кар'єра
Народився 20 січня 1988 року в місті Гвадалахара. Вихованець юнацьких команд футбольних клубів «Гвадалахара» та «Райо Вальєкано».
У дорослому футболі дебютував 2007 року виступами за другу команду «Райо Вальєкано», в якій провів чотири сезони, взявши участь у 147 матчах чемпіонату. 2011 року провів свою першу гру за основну команду «Райо Вальєкано».
Того ж року перейшов до «Еркулеса». Відіграв за клуб з Аліканте наступні два сезони своєї ігрової кар'єри.
2013 року уклав контракт з клубом «Кордова», у складі якого провів наступні два роки своєї кар'єри гравця.
2015 року повернувся до «Райо Вальєкано», за який протягом сезону взяв участь у 12 матчах чемпіонату.
Протягом 2016—2017 років захищав кольори команди клубу «Ельче».
До складу клубу «Луго» приєднався 2017 року. 20 січня 2018 року у матчі Сегунди проти «Спортінга» (Хіхон) відзначився голом, забитим з відстані 65-ти метрів.